# Герб Глобиного
Герб Гло́биного — офіційний геральдичний символ міста Глобиного Полтавської області, затверджений сесією Глобинської міської ради.

## Опис герба
Герб виконаний у вигляді щита розміром (50 х 60) см блакитного кольору, окаймленого золотистою полоскою. По центру герба — чорнильниця з пером і шабля (атрибути козацького писаря Івана Глоби). З лівої сторони внизу три колоски, з'єднані між собою. Колоски, чорнильниця та руків'я шаблі золоті, перо срібне, лезо шаблі — сталевого кольору.